# Berdoyas
Berdoyas (llamada oficialmente San Pedro de Berdoias) es una parroquia y una aldea española del municipio de Vimianzo, en la provincia de La Coruña, Galicia.

## Entidades de población
Entidades de población que forman parte de la parroquia:
- Bouza (A Bouza)
- Casanova (A Casanova)
- Berdoyas (Berdoias)
- Boallo
- Grijoa (Grixoa)
- Petón (O Petón)
- Pedra do Frade
- Rego dos Podres
- Romar
- Santa Cristina (Santa Cristiña)
- Castrobuxán

## Demografía

### Parroquia
| Gráfica de evolución demográfica de Berdoyas (parroquia) entre 2000 y 2019 |
|                                                                            |
| Datos según el nomenclátor publicado por el INE.                           |

### Aldea
| Gráfica de evolución demográfica de Berdoias (aldea) entre 2000 y 2019 |
|                                                                        |
| Datos según el nomenclátor publicado por el INE.                       |